# Saropogon olivierii
Saropogon olivierii är en tvåvingeart som först beskrevs av Macquart 1838.  Saropogon olivierii ingår i släktet Saropogon och familjen rovflugor. Inga underarter finns listade i Catalogue of Life.